# 目賀田周之助
目賀田 周之助（めがた しゅうのすけ、1891年（明治24年）12月5日 - 1960年（昭和35年）12月8日）は、大日本帝国陸軍軍人。最終階級は陸軍少将。

## 経歴・人物
東京府出身。
1912年（明治45年）陸軍士官学校第24期卒業、陸軍歩兵少尉に任官。1939年（昭和14年）陸軍歩兵大佐・留守近衛師団司令部附、1940年（昭和15年）千葉連隊区司令官、1945年（昭和20年）3月に千葉地区司令部部員を経て、同年6月に陸軍少将に昇進した。
1947年（昭和22年）11月28日、公職追放仮指定を受けた。

## 栄典
位階
- 1913年（大正2年）2月20日 - 正八位[6]

外国勲章佩用允許
- 1941年（昭和16年）12月9日 - 満州帝国：建国神廟創建記念章[7]